# Церковь Димитрия Солунского (Верхняя Уфтюга)
Це́рковь Дми́трия Солу́нского в селе́ Ве́рхняя У́фтюга (Архангельская область) — православный храм, построенный в 1784 (по другим данным в конце XVII века), деревянный памятник архитектуры.

## История и посвящение
Церковь Дмитрия Солунского построена в 1784 году. Являлась летним храмом вплоть до прекращения богослужений в советское время. Зимний каменный храм — церковь Троицы Живоначальной — находится рядом (дата постройки 1858 год). Престол храма посвящён святому Димитрию Солунскому.

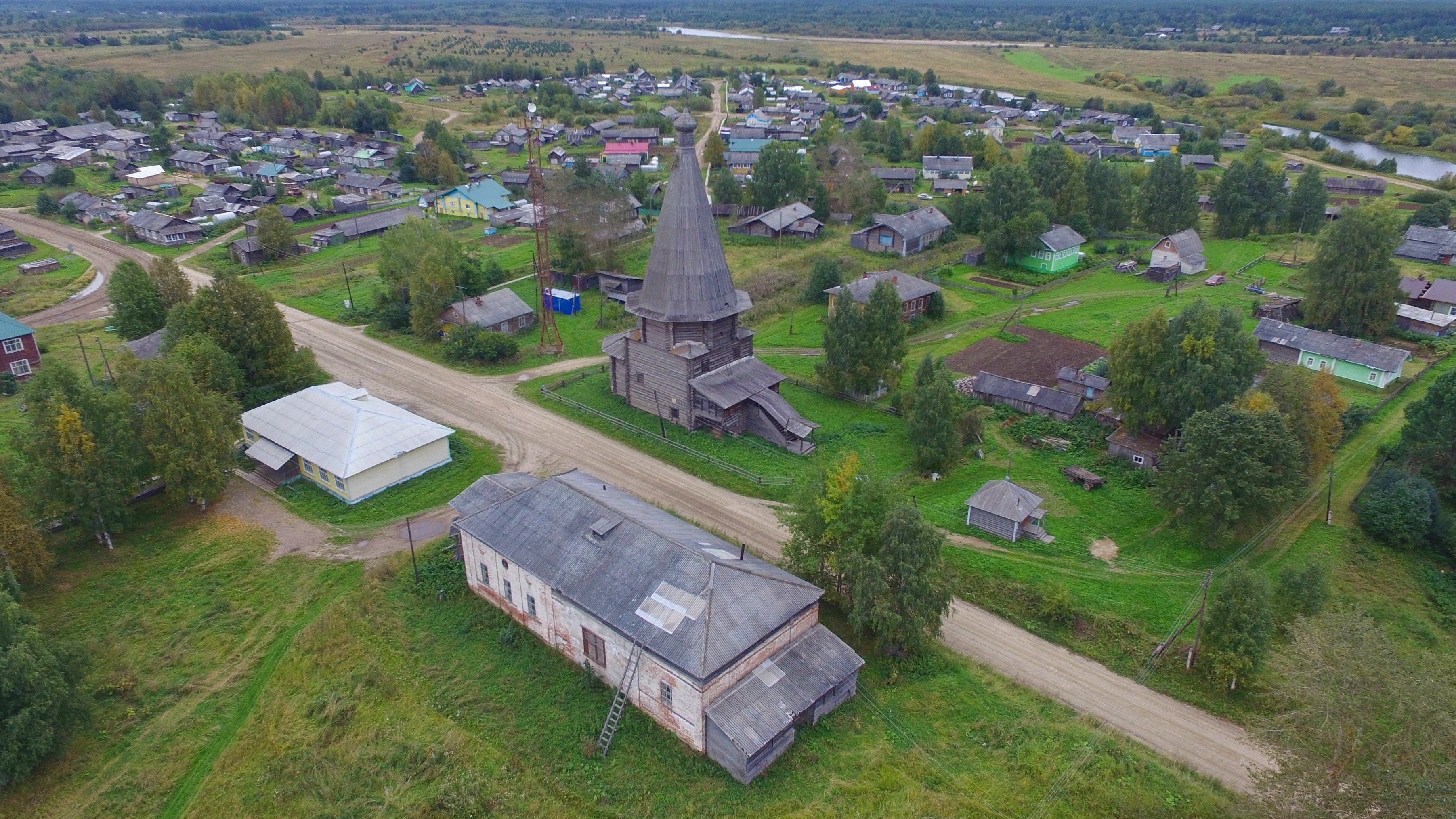
Церкви Дмитрия Солунского и Троицы в Верхней Уфтюге

## Архитектура
Деревянная церковь Дмитрия Солунского относится к шатровому типу храмов. Её высота 45 метров, длина сруба — 12 метров. В основании церкви стоит мощный четверик, на котором покоится невысокий восьмерик, четыре стены которого совпадают со стенами четверика. Углы срубов рублены с остатком. Завершает сруб сильно выступающий повал. Венчает церковь шатёр, высота которого составляет не менее половины всего здания. Особенностью шатра является то, что он рублен внутри без промежуточных связей, ходов, балок, стропил. С западной стороны к зданию церкви примыкает галерея-сени, висящая на бревенчатых кронштейнах. Стены галереи обшиты тёсом в «ёлку». С восточной стороны примыкает пятистенная алтарная пристройка, завершающаяся бочкой с главкой. В южной стене прорублены четыре окна, в северной — одно. Ранее у церкви существовало крыльцо.

Верхнеуфтюжская церковь — яркий пример последовательности в решении башнеобразной композиции. Простота и эстетическая выразительность конструктивных приёмов, почти полное отсутствие декора, стройный и суровый силуэт, гармония взаимосвязи горизонтальной и вертикальной композиции, живая асимметричность, теснейшая связь с природой, господствующее положение в окружающей среде, почти полное отсутствие позднейших переделок и перестроек, искажений и дополнений — всё это позволяет считать церковь Дмитрия Солунского выдающимся памятником русского народного зодчества.— А. В. Ополовников. Русское деревянное зодчество.

## Реставрации
Церковь дважды перебиралась. Первый раз в 1912 году по чертежам, выполненным в 1900-е годы архитекторами Д. В. Милеевым и К. К. Романовым, при этом церковь поставили на кирпичный фундамент. В 1981—1988 годах церковь вновь перебиралась московским архитектором А. В. Поповым.
Реставрация церкви А. В. Поповым проводилась методом переборки. Первоначальные архитектурно-конструктивные элементы памятника, не потерявшие своей прочности, были сохранены, утраченные заменялись новыми деталями. В процессе реставрации А. В. Попов воссоздал оригинальный плотницкий инструмент — колунообразный топор, которым согласно исследованиям автора пользовались строители церкви..
В 2000-е годы отмечается процесс разрушения памятника: сломаны причелины, образовались дыры в кровле, происходит гниение части элементов. Не завершены работы по устройству иконостаса..

В данный момент работами по восстановлению храма занимается фонд "Вереница" с помощью волонтёров и благотворителей.

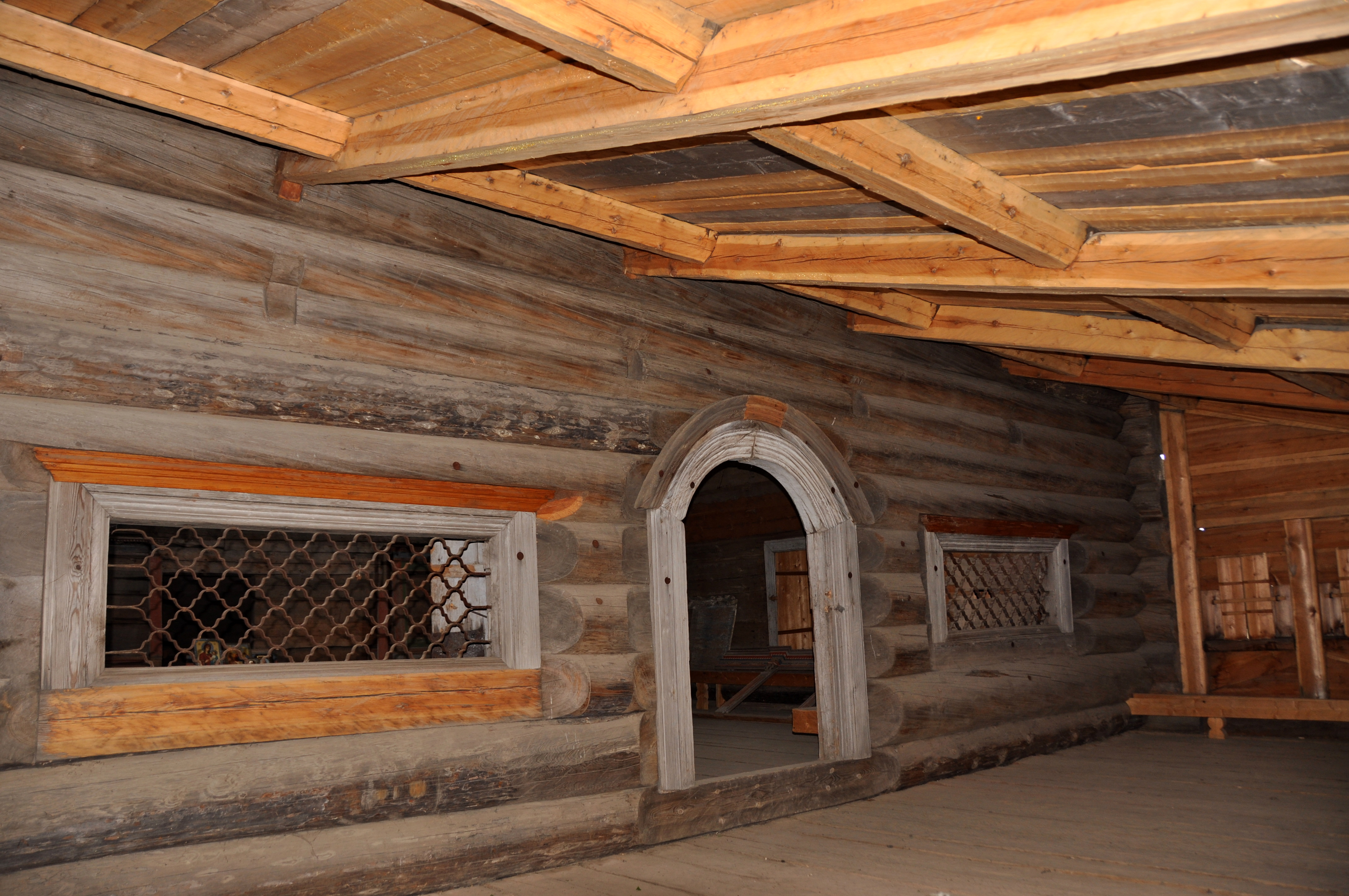
Входной портал и сени
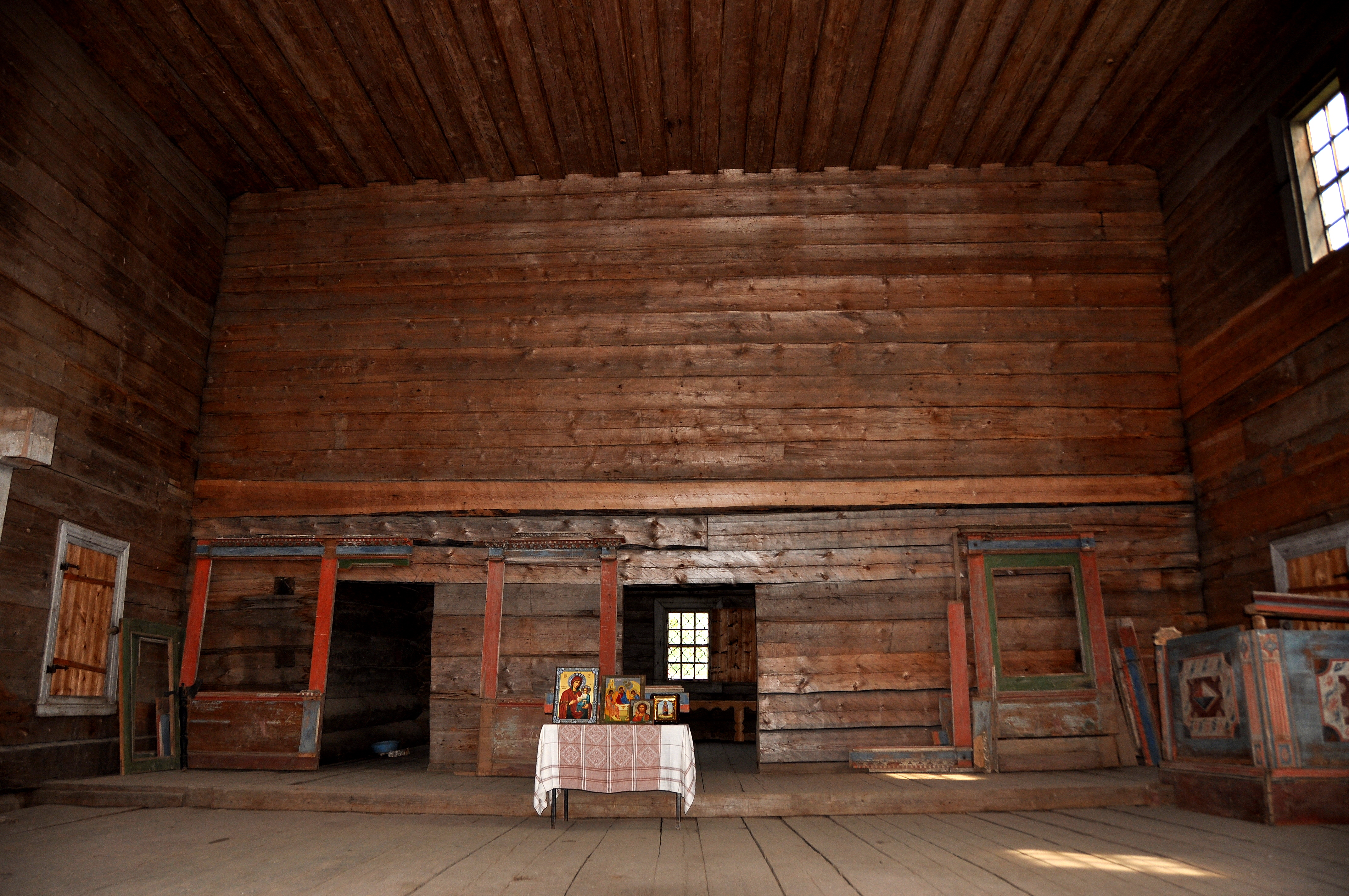
Интерьер церкви
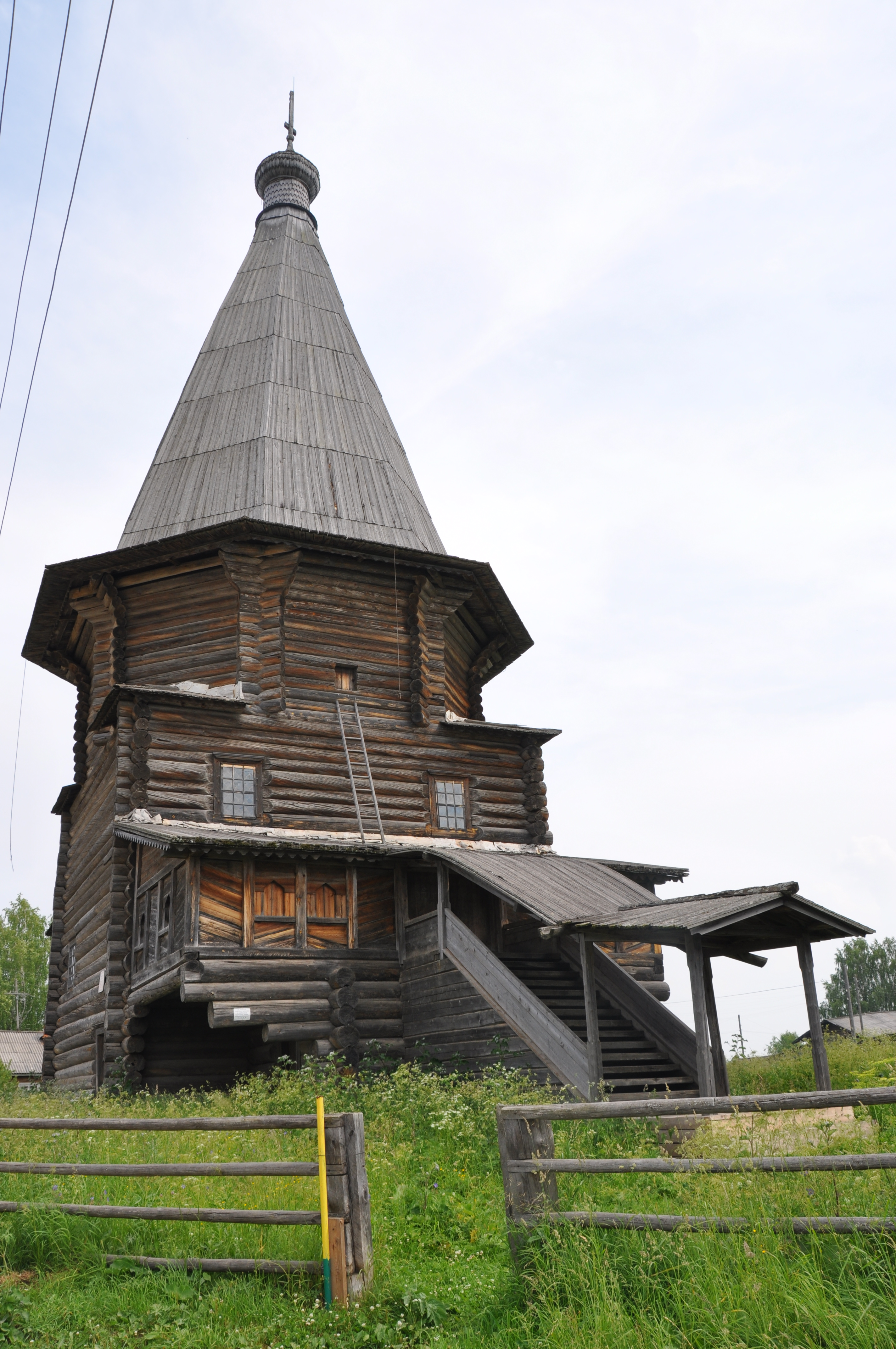
Вид с западной стороны